# Língua oksapmin
Oksapmin é uma língua Trans-Nova Guiné falada no Distrito de Telefomin District, Sandaun, Papua-Nova Guiné. Foi muito influenciada pelas línguas Ok (seu nome "Oksapmin" é originado da língua Ok). As similaridades com essas línguas foram atribuídas pelos linguistas Stephen Wurm (1975) e Malcolm Ross (2005) nas suas classificações da língua como sendo independente dentro do grupo Trans–Nova Guiné. Porém, Loughnane (2009) mais Loughnane & Fedden (2011) demonstraram que a língua é relacionada com as línguas “Ok”, embora haja nessas línguas características mais novas não relacionadas com Oksapmin.

## Dialetos
Os dois principais dialetos são suficientemente diferentes de forma a haver problemas de inteligibilidade mútua. 

## Características especiais
Oksapmin apresenta um sistema diádíco de parentescos recíprocos e um sistema de numeração de base 27 ou heptavigesimal; 

## Fonologia

### Vogais
Em  são seis os monotongos, /i e ə a o ʉ u/ e um ditongo, /ai/.

### Consoantes
|                 |                | Bilabial | Alveolar | Palatal | Velar | Velar |
| Não arredondada | Arredondada    | Bilabial | Alveolar | Palatal |       |       |
| --------------- | -------------- | -------- | -------- | ------- | ----- | ----- |
| Oclusiva        | Surda          | p        | t        |         | k     | kʷ    |
| Oclusiva        | Sonora         | b        | d        |         | ɡ     | ɡʷ    |
| Fricativa       | Fricativa      |          | s        |         | x     | xʷ    |
| Nasal Oclusiva  | Nasal Oclusiva | m        | n        |         | ŋ     | ŋʷ    |
| Vibrante        | Vibrante       |          | ɾ        |         |       |       |
| Aproximante     | Aproximante    |          |          | j       |       | w     |

### Tons
Oksapmin faz contraste entre dois tons: Alto e Baixo